# 카멜 (담배)

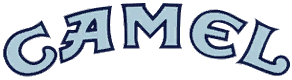

카멜(Camel)은 RJ레이놀즈의 담배 제품명이며, 해외 생산권은 JT인터내셔널에서 담당하고 있다. 대한민국에서는 1986년 9월에 양담배 개방과 함께 발매되었다가 1996년 말에 단종되었다가, 15년 만인 2011년 10월에 재발매되었다.

## 제품
2012년 현재 대한민국에서는 아래 제품이 판매되고 있다.
| 이름          | 규격       | 수량 | 출시 일자                                           | 판매 지역           |
| ------------- | ---------- | ---- | --------------------------------------------------- | ------------------- |
| Camel Filters | King(84mm) | 20   | 1986년 9월 1일(1차 발매) 2011년 10월 12일(2차 발매) | 대한민국, 미국 등지 |
| Camel Lights  | King(84mm) | 20   | 1988년(1차 발매) 2011년 10월 12일(2차 발매)         | 대한민국, 미국 등지 |

## 같이 보기
- 담배
- 흡연